# Atherigona aratra
Atherigona aratra este o specie de muște din genul Atherigona, familia Muscidae, descrisă de Deeming în anul 1971.
Este endemică în Uganda. Conform Catalogue of Life specia Atherigona aratra nu are subspecii cunoscute.